# Sven-Christer Nilsson
Sven-Christer Nilsson, född 8 juli 1944, är en svensk näringslivsman. 

## Biografi
Nilsson var verkställande direktör i Telefonaktiebolaget L.M. Ericsson från 1998 till 1999. Därefter har han haft diverse uppdrag i företagsstyrelser och varit riskkapitalinvesterare. Han är ledamot i styrelsen för bland annat Assa Abloy. Han har som ordförande i Förvaltningsstiftelsen för SR, SVT och UR haft inflytande över Sveriges Television och Sveriges Radio. Han invaldes 2002 som ledamot av Kungliga Ingenjörsvetenskapsakademien.

### Familj
Nilsson är gift och har två döttrar. Han bosatt i Skåne.